# Lupsingen
Lupsingen is een gemeente en plaats in het Zwitserse kanton Basel-Landschaft, en maakt deel uit van het district Liestal.
Lupsingen telt x inwoners.